# Peperomia rufispica
Peperomia rufispica är en pepparväxtart som beskrevs av Truman George Yuncker. Peperomia rufispica ingår i släktet peperomior, och familjen pepparväxter. Inga underarter finns listade i Catalogue of Life.